# Ethical Fashion
Ethical Fashion, Fair Fashion oder Slow Fashion sind Begriffsschöpfungen, die ein Konzept ethisch und ökologisch korrekter industrieller Kleidungsfertigung bezeichnen. Ähnlich wie social fashion, eco fashion oder Öko-Mode versucht Ethical Fashion eine Symbiose von Mode mit humaner Fertigung und Umweltverträglichkeit. Die Begriffe Slow Fashion und Fair Fashion entstanden als Gegensätze zum Begriff Fast Fashion. Die Begriffe werden oftmals zusammenfassend für nachhaltige, umweltschonende und unter fairen Bedingungen hergestellte Kleidung verwendet und bezeichnen in diesem Sinne Kleidung aus ökologisch abbaubaren Materialien und unter Verzicht von Chemikalien und bei fairen Produktionsbedingungen hergestellte Textilien. Andere Definitionen unterscheiden zwischen "Fair Fashion" und "Green Fashion", wobei ersteres Mode meint, die zwar ethisch-soziale Aspekte bei der Produktion berücksichtigt, umweltpolitische Faktoren jedoch weitgehend vernachlässigt. So gibt es beispielsweise von der Fair Wear Foundation überwachte Produzenten, die auf die Verwendung von Bio-Baumwolle verzichten. Hersteller von „fairer Kleidung“ geben an, dass hier oftmals Materialien wie beispielsweise Bio-Baumwolle oder Naturfasern verwendet werden und dagegen auf synthetische Chemiefasern wie beispielsweise Polyester weitestgehend verzichtet wird.

## Prinzipien sozialer Kleidungsherstellung
Fairtrade International definiert Standards für eine faire Produktion und kennzeichnet Unternehmen und Produkte, die diese Standards erfüllen, mit einem Fair-Trade-Siegel. Für die Erzeuger bedeutet das unter anderem garantierte Abnahmepreise. Die Weiterverarbeitung der Baumwolle in Nähereien findet unter humanen Bedingungen statt. Mittlerweile setzen auch nahezu alle Anbieter auf Baumwolle aus 100 % biologischem Anbau. Kinderarbeit und Ausbeutung in so genannten Sweatshop wird im Fertigungsprozess unterbunden. Auch verschiedene Textilsiegel wie beispielsweise der Grüne Knopf sollen es Kunden erleichtern, diese besser zu erkennen.

## Social Fashion
In einigen Ländern bemühen sich einige Marken unter sozial und ökologisch einwandfreien Bedingungen zu produzieren. Während Deutschland hinsichtlich des Umweltschutzes eine Vorreiterrolle einzunehmen weiß, steht die Verbreitung des Konzepts von Ethical Fashion (d. h. auch Social Fashion, Eco Fashion, sweatshop-free Fashion) noch am Anfang.
Inzwischen bietet die Einzelhandelsketten Lidl ebenfalls Transfair-zertifizierte Produkte an. Auch die
Otto Gruppe bietet unter dem Label "Cotton made in Africa" Baumwollkleidung nach ökosozialen Kriterien an. Laut Transfair-Geschäftsführer Overath steht die Entwicklung in Deutschland jedoch noch am Anfang. "Peek & Cloppenburg und C&A müssen richtig einsteigen."
Lidl wurde am 6. April 2010 von der Verbraucherzentrale Hamburg beim Landgericht Heilbronn des unlauteren Wettbewerbs angeklagt. Lidl werbe mit besonders fairen Arbeitsbedingungen bei seinen Zulieferern in Bangladesch. Dort herrschen jedoch unzureichende Sozialstandards, wie Untersuchungen bestätigen.

## Zertifizierung von Ethical Fashion
In der Textilbranche nehmen die Zusammenschlüsse von Organisationen mit dem gemeinsamen Ziel, Verbesserungen entlang der gesamten Textillieferkette zu erreichen, permanent zu. Unter anderem zeigt die im Jahr 2011 gegründete Greenpeace Detox-Kampagne das allgemeine Interesse der Firmen in der Modebranche an einer nachhaltigeren Zukunft auf: Etwa 15 % der Unternehmen am internationalen Textilmarkt (76 Unterzeichner) arbeiten kontinuierlich daran, bis 2020 die Schadstoffe durch ungefährliche Stoffe zu ersetzen. Im Bündnis für nachhaltige Textilien, gegründet am 16. Oktober 2014, engagieren sich zudem deutsche Unternehmen für eine sichtbare Verbesserung der Arbeits- und Lebensbedingungen der Textilindustrie in den Produktionsländern. Da etwa 90 % der in Deutschland gekauften Mode aus Ländern wie der Türkei, Bangladesch sowie China stammt, besteht hier eine beidseitige Abhängigkeit. Die 185 Unterzeichner der Initiative verpflichten sich verbindlich zur Verfolgung der im Aktionsplan festgelegten Ziele und arbeiten an effizienten Methoden zur Bekämpfung unnachhaltiger Verhaltensweisen. Zudem nutzen zahlreiche Modehersteller die Möglichkeit der Zertifizierung – So wurden mittlerweile über 100.000 Zertifikate für Millionen Textilprodukte an Unternehmen vergeben, die sich freiwillig einer Schadstoffprüfung durch Oeko-Tex Standard 100 unterzogen haben.